# 亞格利茨河
52°47′42″N 12°12′46″E / 52.7950°N 12.2127°E

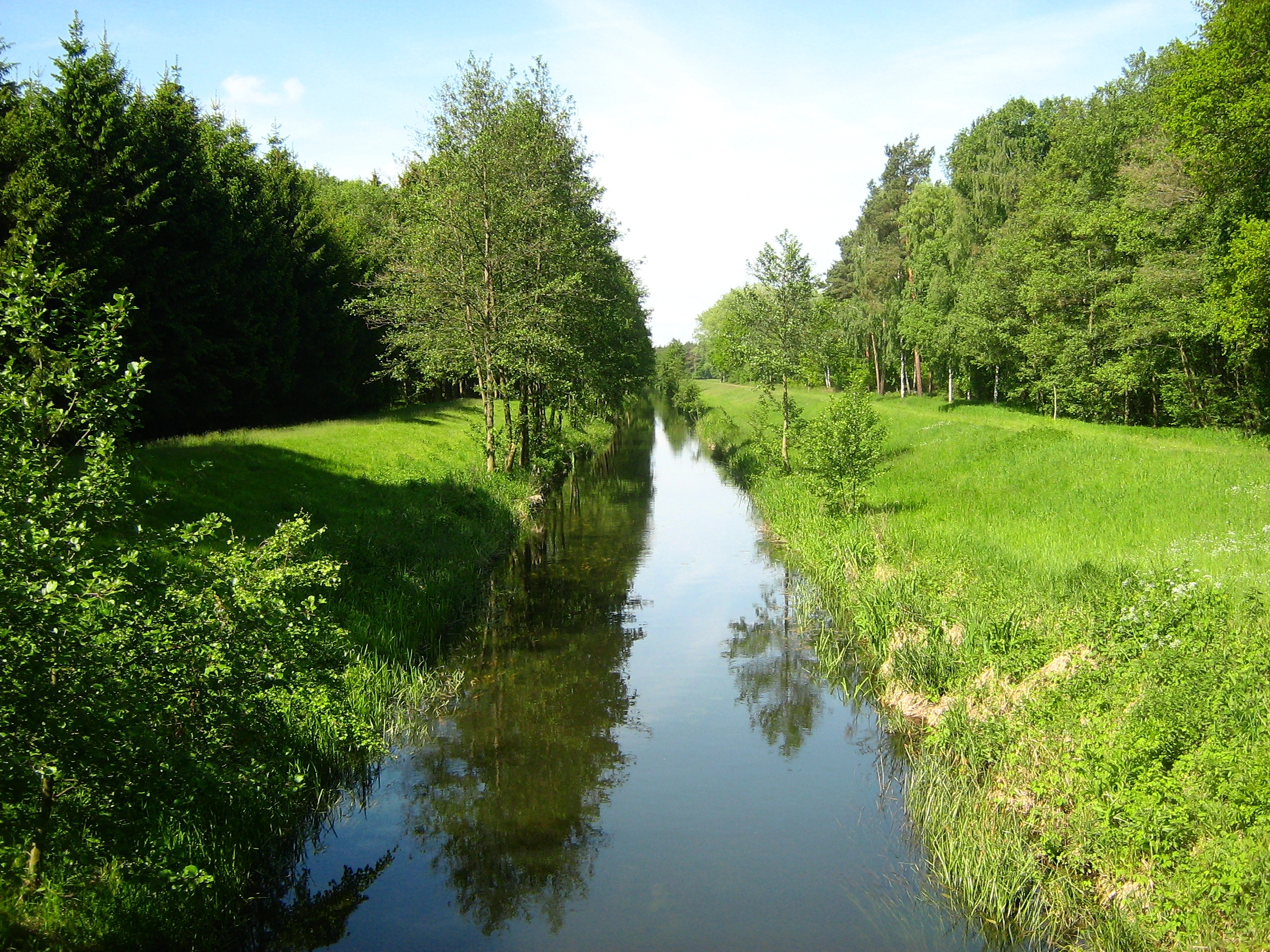
亞格利茨河

亞格利茨河（德語：Jäglitz），是德國的河流，位於該國東北部，流經勃蘭登堡州和薩克森-安哈爾特州，屬於哈弗爾河的支流，河道全長48公里，河口處在哈弗爾貝格附近。